# ليستير دنت
ليستير دنت (بالإنجليزية: Lester Dent)‏ هو كاتب أمريكي، ولد في 12 أكتوبر 1904 في لا بلاتا في الولايات المتحدة، وتوفي بنفس المكان في 11 مارس 1959 بسبب نوبة قلبية.

## وصلات خارجية
- ليستير دنت على موقع الموسوعة البريطانية (الإنجليزية)